# Каса Веке (Валча)
Каса Веке (рум. Casa Veche) насеље је у Румунији у округу Валча у општини Каса Веке-Олану. Oпштина се налази на надморској висини од 212 m.

## Становништво
Према подацима из 2002. године у насељу је живело 816 становника, од којих су сви румунске националности.